# Inis Mac Neasáin
Inis Mac Neasáin (literalemente del irlandés: El Ojo de Irlanda; también en inglés: Ireland's Eye) es una pequeña isla deshabitada de la costa del condado de Dublín, en Irlanda, situada al norte del Puerto Howth. La isla es fácilmente accesible en barcos turísticos. La isla es actualmente parte del condado de Fingal, para fines administrativos, pero fue en el pasado parte de la ciudad de Dublín.